# Trichoxys rubripes
Trichoxys rubripes là một loài bọ cánh cứng trong họ Cerambycidae.